# Ганзик (заповідне урочище)
Га́нзик — заповідне урочище місцевого значення в Україні. Об'єкт розташований на території Черкаського району Черкаської області, біля села Моринці. 
Площа 3,5 га, статус отриманий у 2000 році. Перебуває у віданні: Корсунь-Шевченківська міська громада. 
Охороняється ділянка з мальовничим ландшафтом, де розташовано джерело води, що утворює невелике озеро.
В урочищі розташований витік річки Фоси, лівої притоки річки Рось.

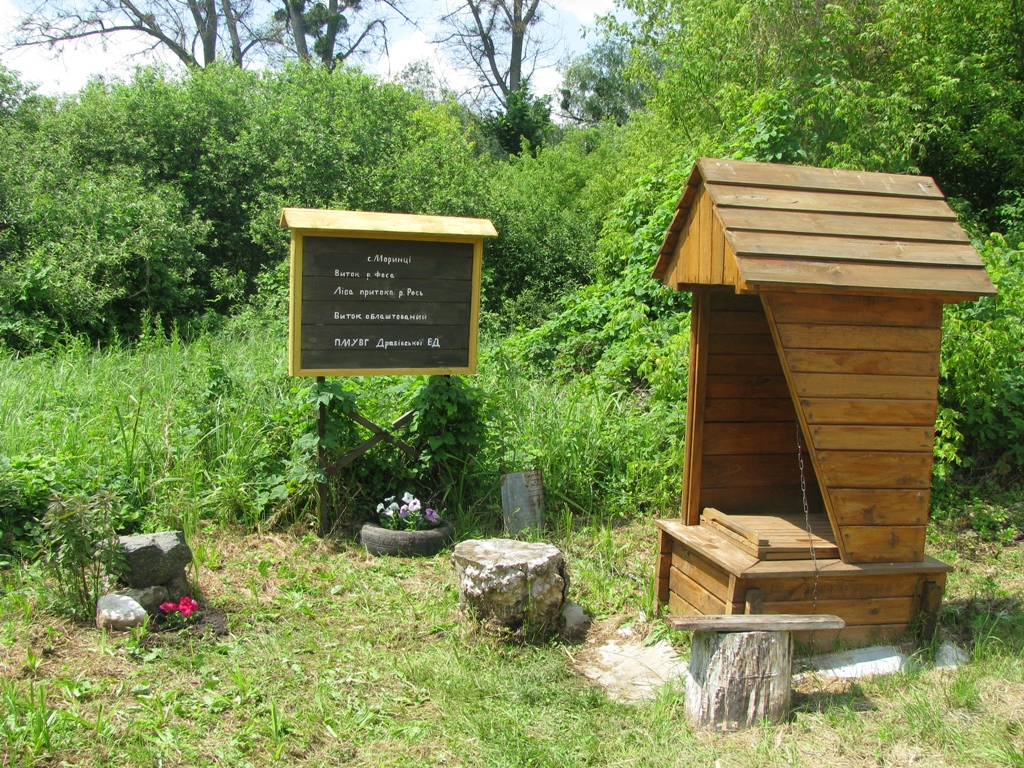
Криничка в урочищі Ганзик у місці витоку річки Фоси